# Primus perpetuus
De term primus perpetuus is Latijn voor onafgebroken de eerste.
Deze benaming werd in de twintigste eeuw vaak gebruikt in Vlaamse middelbare scholen (voornamelijk colleges) om een leerling aan te duiden die zes jaar na elkaar voor een bepaald vak of voor de totaliteit van de vakken de eerste van de klas was. Die leerling werd op het einde van zijn zesde schooljaar dan speciaal in de bloemetjes gezet. Dit ging meestal gepaard met een show, waarin de primi perpetui van de klas een kroontje of lauwerkrans kregen en een stapel prijsboeken.
Een leerling die eenmalig op het einde van het jaar voor een bepaald vak de beste van de klas was, werd een primus genoemd. Ook zulke leerlingen werden tijdens zo'n show in de bloemetjes gezet.